# Differential-Omega
Als Differential-Omega bezeichnete man ein Verfahren, bei dem, mithilfe von kleinen, im Frequenzbereich zwischen Lang- und Mittelwelle betriebenen Sendern Korrektursignale ausgestrahlt wurden, um den Fehler bei der Navigation nach dem Verfahren des Omega-Funknavigationssystems zu verringern. Differential-Omega-Sender waren hauptsächlich in der Nähe von Hafeneinfahrten aufgestellt. Mit der Abschaltung des Omega-Navigationssystems am 30. September 1997 wurden auch die Differential-Omega-Sender obsolet. Ein ähnliches Verfahren ist das Differential-GPS (DGPS).